# Dobrești (Argeș)
Dobreşti é uma comuna romena localizada no distrito de Argeş, na região de Muntênia. A comuna possui uma área de 39.11 km² e sua população era de 1795 habitantes segundo o censo de 2007.